# Metabotropni glutamatni receptor 6
Metabotropni glutamatni recepto 6 (GRM6) je protein koji je kod ljudi kodiran  genom.

## Funkcija
L-glutamat je jedan od glavnih ekscitatornih neurotransmitera u centralnom nervnom sistemu. On aktivira jonotropne i metabotropne glutamatne receptore. Glutamatergična neurotransmisija učestvuje u većini aspekata normalih moždanih funkcija i njena perturbacija se javlja kod mnogih neuropatoloških obloljenja. Metabotropni glutamatni receptori su familija G protein spregnutih receptora, koja se deli u tri grupe na osnovu homologije sekvenci, mehanizama prenosa signala, i farmakoloških svojstava. Grupa I obuhvata GRM1 i GRM5. Ti receptori aktiviraju fosfolipazu C. Grupa II obuhvata  i , dok grupa III obuhvata , GRM6,  i . Receptori grupe II i III su povezani inhibicijom kaskade cikličnog AMP-a ali se razlikuju u njihovim selektivnostima za agoniste.

## Literatura
- Hashimoto T; Inazawa J; Okamoto N;  . (1997). „The whole nucleotide sequence and chromosomal localization of the gene for human metabotropic glutamate receptor subtype 6”. Eur. J. Neurosci. 9 (6): 1226—35. PMID 9215706. doi:10.1111/j.1460-9568.1997.tb01477.x.
- Dhingra A; Lyubarsky A; Jiang M;  . (2001). „The light response of ON bipolar neurons requires G[alpha]o”. J. Neurosci. 20 (24): 9053—8. PMID 11124982.
- Valerio A; Ferraboli S; Paterlini M;  . (2001). „Identification of novel alternatively-spliced mRNA isoforms of metabotropic glutamate receptor 6 gene in rat and human retina”. Gene. 262 (1–2): 99—106. PMID 11179672. doi:10.1016/S0378-1119(00)00547-3.
- Dryja TP; McGee TL; Berson EL;  . (2005). „Night blindness and abnormal cone electroretinogram ON responses in patients with mutations in the GRM6 gene encoding mGluR6”. Proc. Natl. Acad. Sci. U.S.A. 102 (13): 4884—9. PMC 555731 . PMID 15781871. doi:10.1073/pnas.0501233102.
- Zeitz C; van Genderen M; Neidhardt J;  . (2005). „Mutations in GRM6 cause autosomal recessive congenital stationary night blindness with a distinctive scotopic 15-Hz flicker electroretinogram”. Invest. Ophthalmol. Vis. Sci. 46 (11): 4328—35. PMID 16249515. doi:10.1167/iovs.05-0526.
- Zeitz C; Forster U; Neidhardt J;  . (2007). „Night blindness-associated mutations in the ligand-binding, cysteine-rich, and intracellular domains of the metabotropic glutamate receptor 6 abolish protein trafficking”. Hum. Mutat. 28 (8): 771—80. PMID 17405131. doi:10.1002/humu.20499.

## Spoljašnje veze
- „Metabotropic Glutamate Receptors: mGlu6”. IUPHAR Database of Receptors and Ion Channels. International Union of Basic and Clinical Pharmacology. Архивирано из оригинала 04. 03. 2016. г.